# بول بوتيو
بول بوتيو (من مواليد 10 سبتمبر 1887، تاريخ الوفاة غير معروف) كان لاعب كرة قدم بلجيكي. لعب في أربع مباريات للمنتخب البلجيكي لكرة القدم عام 1910.